# King George V (manzana)
King George V es una  variedad cultivar de manzano (Malus domestica). 
Un híbrido del cruce de Cox's Orange Pippin x Parental-Padre donante del polen no se conoce. Criado en 1898 por Lady Thorncroft en Bembridge, Isla de Wight, Inglaterra. Fue presentado por los viveristas "J. Cheal & Sons", Crawley, Sussex. Recibió el Premio al Mérito de la Royal Horticultural Society en 1928. Las frutas tienen una pulpa crujiente, de textura fina y moderadamente jugosa con un sabor aromático subácido y bueno.

## Historia
'King George V' es una variedad de manzana, híbrido del cruce como Parental-Madre de Cox's Orange Pippin x polen del Parental-Padre Desconocido. Criado en 1898 por Lady Thorncroft en Bembridge, Isla de Wight, Inglaterra (Reino Unido). Fue presentado por los viveristas "J. Cheal & Sons", Crawley, Sussex. Recibió el Premio al Mérito de la Royal Horticultural Society en 1928.
'King George V' se cultiva en la National Fruit Collection con el número de accesión: 1927-067 y Accession name: King George V.

## Características
'King George V' árbol de extensión erguida, de vigor moderadamente vigoroso, portador de espuela. Tiene un tiempo de floración que comienza a partir del 9 de mayo con el 10% de floración, para el 14 de mayo tiene una floración completa (80%), y para el 21 de mayo tiene un 90% caída de pétalos.
'King George V' tiene una talla de fruto medio; forma cónica aplanada, con una altura de 50.00mm, y una anchura de 67.00mm; con nervaduras débiles; epidermis con color de fondo amarillo verdoso brillante, con un sobre color naranja, importancia del sobre color medio, y patrón del sobre color rayas / manchas presentando la piel un rubor rosado, rojo y rojo más oscuro, rayas rotas en la cara expuesta al sol, "russeting" (pardeamiento áspero superficial que presentan algunas variedades) bajo; cáliz tamaño grande y abierto, ubicado en una cuenca ancha y poco profunda; pedúnculo largo y moderadamente delgado, colocado en una cavidad profunda, en forma de embudo y con un ligero "russeting"; carne es de color crema, de grano fino y firme. Sabor moderadamente jugoso y muy ácido cuando se recoge por primera vez, pero se suaviza en el almacenamiento. volviéndose dulce con ricos matices de sabor.
Listo para cosechar a mediados de octubre. Se conserva bien durante cinco meses en cámaras frigoríficas.

## Usos
Es una buena manzana fresca para comer en mesa.

## Ploidismo
Diploide, aunque es autofértil, sin embargo mejora con el polen del Grupo de polinización: D, Día 14.